# 전자 학습
전자학습(Electronic learning, e-Learning, 전자교육, 이러닝)은 정보통신기술을 활용하여 언제(anytime), 어디서나(anywhere), 누구나(anyone) 원하는 수준별 맞춤형 학습을 할 수 있는 체제이다.

## 개요
전자학습은 전통적인 교육의 장과 비교할 때 학습공간과 학습경험이 보다 확대되고, 학습자 주도성이 강화될 수 있는 교육으로 ICT 활용교육과 같은 의미를 갖는다. 단, 정보통신기술의 발전과 함께 ICT 활용교육이 학습 환경과 방법, 내용 측면에서 보다 확대되고 발전된 형태로 이해할 수 있다.
- 형식적 측면: 공간의 확장 (오프라인 → 온라인 / 교실 → 가정, 사회)

인터넷과 같은 디지털 매체를 기반으로 기존 교실중심의 ICT 활용교육에서 사이버 공간을 적극 활용함으로써, 학습의 장이 가정과 학교 등으로 확장되고 언제, 어디서나 원하는 학습을 자기주도적으로 하는 학습체제
- 방법적 측면: 학습자 주도성 강화

면대면 학습에서 사이버공간을 활용한 학습으로 학습장소와 시간의 제약이 약해짐에 따라 학생의 수준별 또는 자기주도적 학습 활동이 보다 강화된 학습체제

## 컴퓨터 보조 수업
컴퓨터 보조 수업(Computer Assisted Instruction, 간단히 CAI)은 보조적 수단으로써 컴퓨터를 활용하여 이루어지는 수업이다.

### 구분
CAI에 의한 교육은 컴퓨터 프로그램으로 구성된 학습교재를 제시하고 학습자와 상호작용을 함으로써 교사를 대신한 학습의 개별화와 학습지도 및 통제가 가능하다. CAI의 교과목 프로그램은 그 성격이나 교육방식에 따라 다음과 같이 구분할 수 있다.
- 반복 연습(dril ctice) .
- 개별 교수(tutorial)
- 모의 실습(simulation)
- 문제 해결(problem solving)
- 자료 관리(database)

### 예
컴퓨터에 내장되어 있는 CAI 프로그램에 따라 컴퓨터는 각종 개시 절차를 거쳐 학습자에게 제공할 질문을 단말기에 제시한다. 학습자가 응답하면 컴퓨터는 응답의 옳고 그름을 판정하여 다음 정보를 단말기에 제시한다. 한 사람의 학생이 한 사람의 교사와 대화하듯이 컴퓨터를 통해 학습을 진행할 수 있다.

## 같이 보기
- 모바일 학습
- 유비쿼터스 학습
- 원격 교육
- 혼합 학습
- 이러닝산업발전법
- 칸 아카데미